# エリ・クラス
エリ・クラス（Eri Klas, 1939年6月7日 - 2016年2月26日）は、エストニア出身の指揮者。

## 経歴
1939年、タリン生まれ。地元の児童音楽学校でヴァイオリンを学んだ後、タリン音楽院でグスタフ・エルネサクスに合唱指揮を師事。1964年からレニングラード音楽院でニコライ・ラビノヴィチの薫陶を受け、ボリス・ハイキンにも指揮法を教わった。
音楽院在学中からエストニア国立交響楽団の打楽器奏者兼指揮者として活動し、1975年から1994年までエストニア歌劇場の首席指揮者兼芸術監督を務めた。任期中の1985年から1990年までスウェーデン王立歌劇場の首席指揮者を兼任し、1991年から1996年までオーフス交響楽団、1996年から2003年までオランダ放送交響楽団の各オーケストラの首席指揮者を歴任した。2002年からはタリン・フィルハーモニー管弦楽団の首席指揮者として活動した。

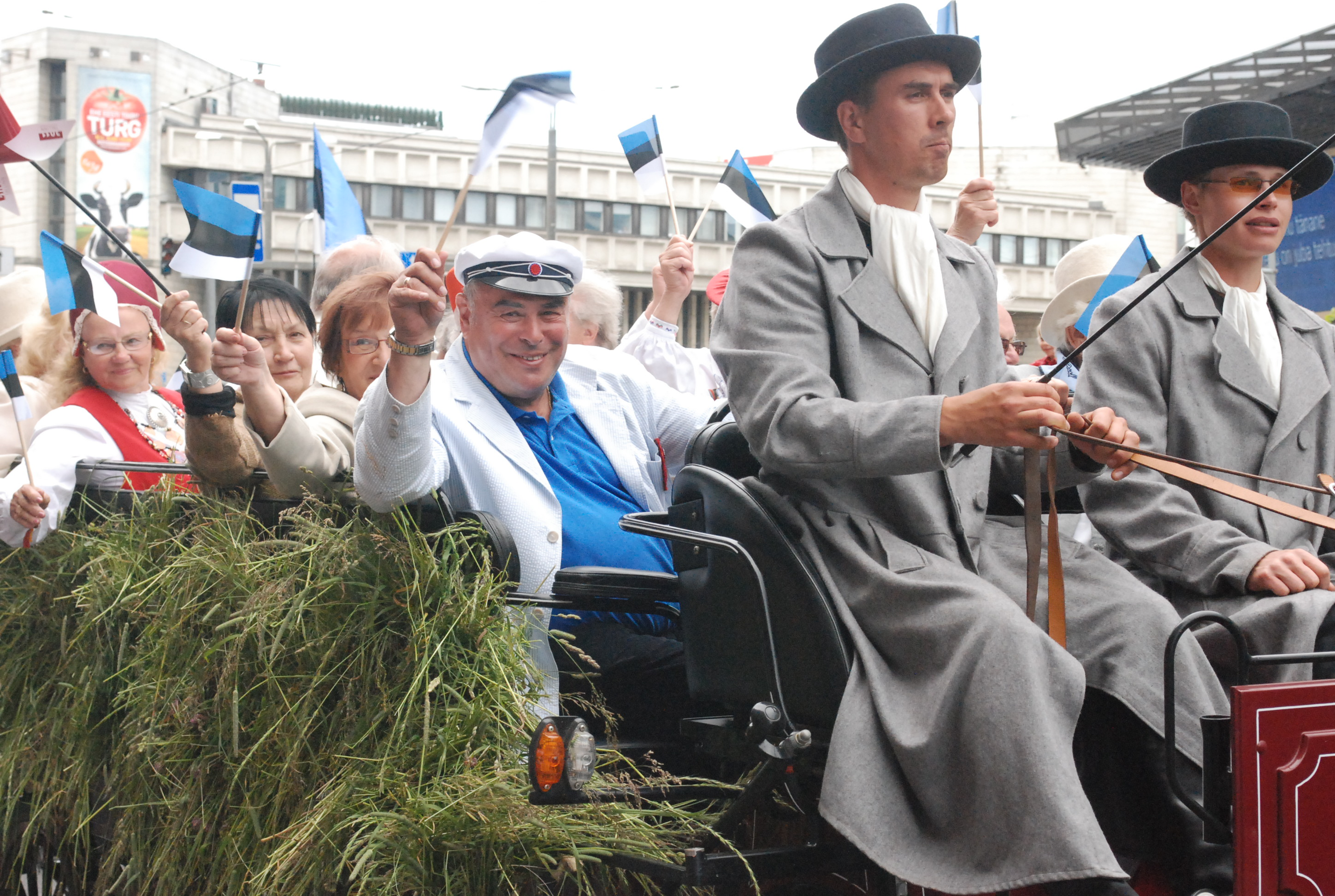
2009年、歌の祭典でのパレードに登場

2016年、タリンにて没。